# 欧箭虹

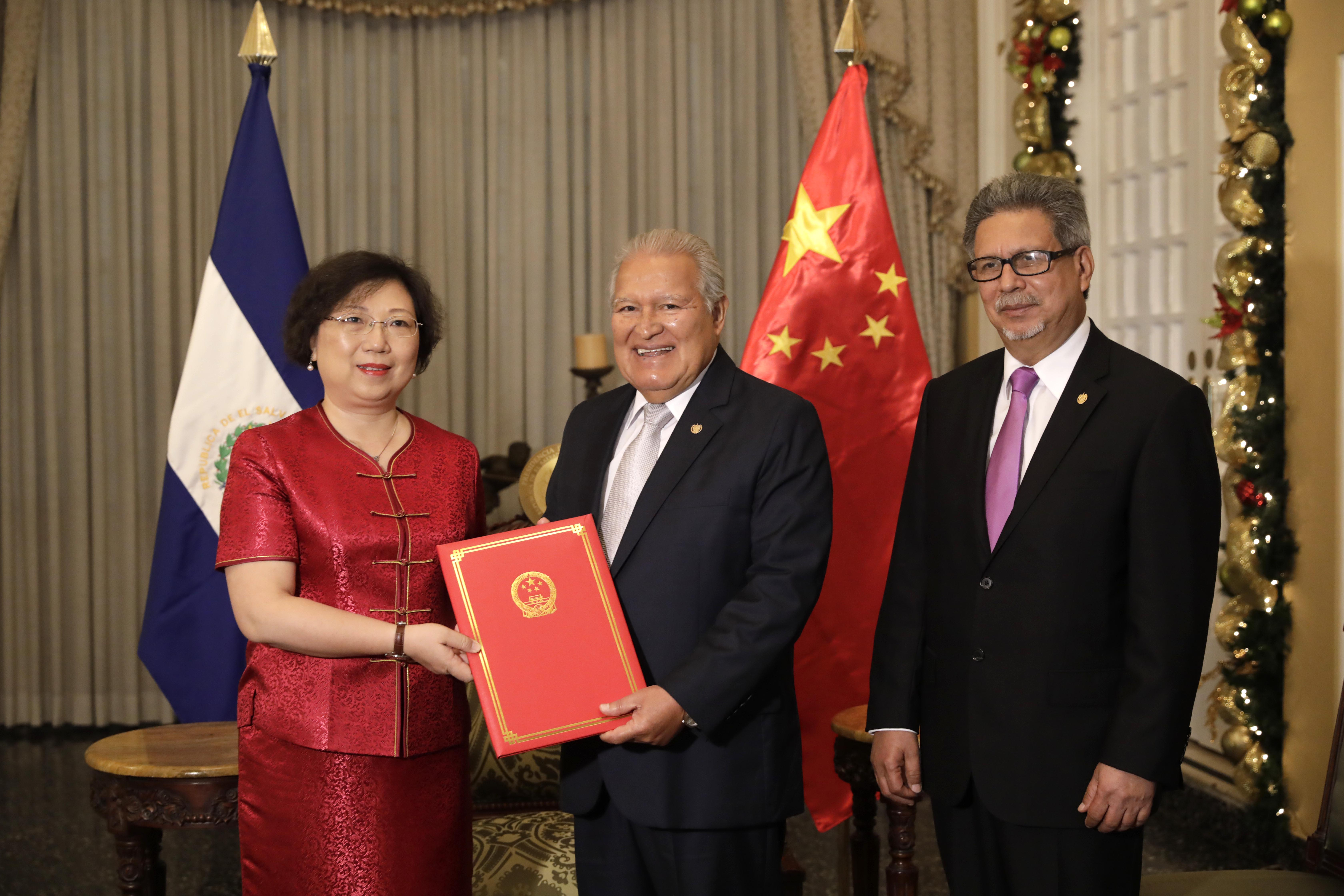
递交国书 （薩爾瓦多總統府的Flickr官方照片）

欧箭虹（1964年9月—），中华人民共和国外交官，曾任中华人民共和国驻圣克鲁斯总领事和中华人民共和国驻萨尔瓦多共和国特命全权大使。

## 外交生涯
1986年，欧箭虹进入中华人民共和国外交部工作，先后在外交部美洲大洋洲司、驻智利大使馆、驻乌拉圭大使馆、外交部拉丁美洲和加勒比司、驻哥伦比亚大使馆任职。2006年，任驻赤道几内亚大使馆参赞。2009年，任外交部拉丁美洲和加勒比司参赞。2012年，任驻巴塞罗那总领事馆副总领事。2015年1月，出任驻中华人民共和国驻圣克鲁斯总领事。2018年8月，调任萨尔瓦多，筹组中国驻萨尔瓦多大使馆，并担任首任中华人民共和国驻萨尔瓦多大使。2022年12月，自驻萨尔瓦多大使离任。

## 荣誉

### 外国勋章奖章
- “何塞·马蒂亚斯·德尔加多”大十字国家银质勋章（萨尔瓦多，2022年12月1日在圣萨尔瓦多颁发[7]）

## 家庭
欧箭虹已婚，有一女。